# Маракуши
Маракуши — деревня в Пермском крае России. Входит в Чайковский городской округ.

## География
Деревня расположена в пределах Буйской волнистой равнины, на берегах реки Сосновы, на расстоянии приблизительно 20 километров (по прямой) к востоку от города Чайковского. Абсолютная высота — 130 метров над уровнем моря.

## История
Известна с 1766 года. 
С 2004 до 2018 года входила в состав ныне упразднённого Сосновского сельского поселения Чайковского муниципального района.

## Население
| 2010 |
| ---- |
| 214  |

Половой состав
По данным Всероссийской переписи населения 2010 года в половой структуре населения мужчины составляли 49,5 %, женщины — соответственно 50,5 %.
Национальный состав
Согласно результатам переписи 2002 года, в национальной структуре населения русские составляли 93 % из 224 чел.

## Климат
Климат характеризуется как умеренно континентальный, с продолжительной холодной зимой и коротким тёплым летом. Средняя многолетняя температура самого холодного месяца (января) составляет −14,7 °С (абсолютный минимум — −49 °С), температура самого тёплого (июля) — 18,2 °С (абсолютный максимум — 38 °С). Безморозный период продолжается в течение 119 дней. Среднегодовое количество осадков — 438 мм.